# Gasthaus Hirschen (Pleinfeld)

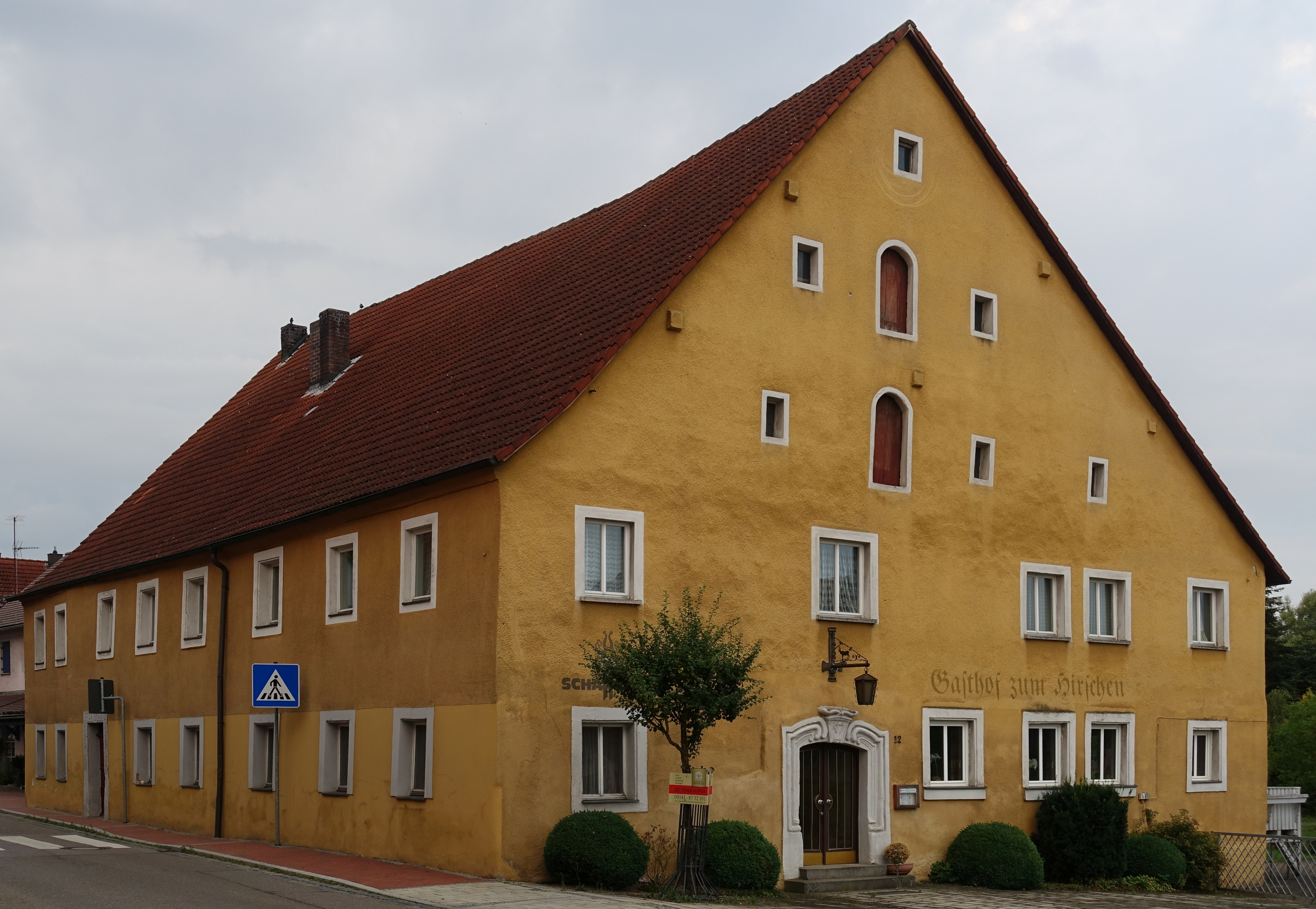
Gasthaus Hirschen in Pleinfeld (2019)

Das Gasthaus Hirschen in Pleinfeld, einer Marktgemeinde im mittelfränkischen Landkreis Weißenburg-Gunzenhausen in Bayern, wurde im 17./18. Jahrhundert errichtet und 1842 erneuert. Das Gasthaus an der Brückenstraße 12 steht unter der Nummer D-5-77-161-9 auf der Liste der geschützten Baudenkmäler in Bayern.
Das Bauwerk befindet sich am östlichen Ende der Brückenstraße in Ecklage zur hier beginnenden Ellinger Straße, die bis zur Erbauung der Ortsumfahrung in den 1980er Jahren einen Teil der Bundesstraße 2 darstelle, wovon das Gasthaus bis dahin profitierte. Das zweigeschossige Satteldachbau in Ecklage bildet mit dem Gebäude Ellinger Straße 2 eine Baugruppe um einen rückwärtig gelegenen Hof. Das Gasthausgebäude besitzt profilierte und ornamentierte Türrahmungen.
Die Gaststätte wurde 2017 aufgegeben und 2020 verkauft. Ab Herbst 2020 gibt es Sanierungsarbeiten, bei der das Gebäude um einen Anbau erweitert wird, wodurch insgesamt 14 Eigentumswohnungen bis 2022 entstehen.